# Ardagger
Ardagger è un comune austriaco di 3 459 abitanti nel distretto di Amstetten, in Bassa Austria; ha lo status di comune mercato (Marktgemeinde). È suddiviso in quattro comuni catastali (Katastralgemeinden): Ardagger Markt, Ardagger Stift, Kollmitzberg e Stephanshart.